# 阪急タクシー
阪急タクシー株式会社（はんきゅうタクシー）は、大阪府豊中市服部南町に本社を置くタクシー会社。主に京阪神の阪急電鉄沿線で業務を行い、約50ヶ所の乗り場がある。阪急阪神東宝グループに属する、阪急電鉄の完全子会社である。

## 沿革
1951年　阪急バスより分離独立する形で発足。

## 営業所
- 大阪府：大阪、池田、吹田、高槻
- 兵庫県：伊丹、王子、川西、宝塚、西宮
- 京都府：京都（東向日）

### 阪急電鉄駅のりば
阪急電鉄の駅の多くに専用のりばを設置している。
- 神戸線：園田駅、塚口駅、武庫之荘駅、西宮北口駅、夙川駅、芦屋川駅、岡本駅、御影駅、六甲駅、王子公園駅
- 伊丹線：新伊丹駅、伊丹駅
- 今津線：仁川駅、逆瀬川駅、宝塚南口駅
- 宝塚線：服部天神駅、曽根駅、岡町駅、豊中駅、蛍池駅、石橋阪大前駅、池田駅、川西能勢口駅、雲雀丘花屋敷駅、山本駅、中山観音駅、宝塚駅
- 箕面線：箕面駅
- 京都線：正雀駅、茨木市駅、高槻市駅、長岡天神駅、東向日駅
- 千里線：豊津駅、千里山駅、南千里駅、山田駅、北千里駅

## 子会社
- 株式会社阪急ドライビングスクール服部緑地
- 池田エルピーガス株式会社

## タクシーチケット
提携先は以下の会社
- 東京四社（大和自動車交通・日本交通・帝都自動車交通・国際自動車）
- 私鉄協（小田急交通グループ・京急交通）
- 名鉄タクシーグループ（名鉄交通ほか）
- 富山交通
- ヤサカグループ（彌榮自動車ほか）
- 京都タクシー・京丹タクシー・三福タクシー
- 西鉄タクシーグループ（福岡西鉄タクシーほか）
- 大阪神鉄豊中タクシー・神鉄交通

※同じ阪急阪神東宝グループであっても、阪神タクシーグループとは一切提携していない。

## 電子マネー
2013年4月21日よりPiTaPaとiDの取り扱いを開始した。2022年4月1日よりgoを順次導入。10月を目途に全車導入予定。go搭載車両はICOCAなどの他の交通系ICカード、QRコード決済、gopayなどの決済方法が利用できる。